# Горные астрильды
Горные астрильды (лат. Cryptospiza) — род птиц из семейства вьюрковых ткачиков (Estrildidae).

## Описание
Длина тела 11—13 см. Короткие крылья, закругленный короткий хвост. Клюв толстый, конический, чёрный либо красный. Все они имеют красноватую спину и круп и оливковую или серую нижнюю часть тела. Молодые птицы более тусклые, чем взрослые.

## Виды
В состав рода включают четыре вида:
- Cryptospiza reichenovii (Hartlaub, 1874) — Краснолицый горный астрильд
- Cryptospiza salvadorii Reichenow, 1892 — Эфиопский горный астрильд
- Cryptospiza jacksoni Sharpe, 1902 — Горный астрильд Джексона, или бархатистый горный астрильд
- Cryptospiza shelleyi Sharpe, 1902 — Красноспинный горный астрильд